# Maison Liensol
La maison Liensol est un immeuble situé rue de la République à Basse-Terre dans le département de la Guadeloupe en France. Construite à la fin du XVIIIe siècle, elle constitue l'un des plus anciens bâtiments de la ville et de l'île. Elle a été inscrite aux monuments historiques en 2002.

## Historique
La maison, l'une des plus anciennes de la ville, est construite sur la place aux Herbes d'alors, à la fin du XVIIIe siècle, par le négociant Dominique Olivier, comme un lieu d'habitation avec un local commercial au rez-de-chaussée, qui deviendra une boulangerie. 
Le 28 mars 2002, la maison Liensol est inscrite au titre des monuments historiques. Elle est rénovée une première fois en 2013. En 2020, elle est retenue comme site emblématique de l'éditon annuelle pour un financement de 81 000 euros du Loto du patrimoine. La nouvelle rénovation a pour finalité d'y installer le futur Centre d’interprétation de l’architecture et du patrimoine (CIAP) de Basse-Terre.

## Architecture
La maison est construite en pierres de maçonnerie avec deux corps de logis reliés par deux ailes faisant le tour d'une cour. Possédant un étage d'habitation accessible par deux escaliers (avec deux appartements et une salle de billard), elle dispose au rez-de-chaussée de deux boutiques communiquant par une galerie fermée. Au XIXe siècle, une galerie en bois est ajoutée à la façade donnant sur la rue, qui sera remplacée en 1950 par une galerie en béton avec l'ajout d'une terrasse en béton sur la partie arrière de la maison.